# Болесатин
Болесатин — токсический гликопротеин, выделенный из сатанинского гриба (Boletus satanas). Является термолабильным (разрушающимся при нагревании) ингибитором белкового синтеза. Относится к группе рибосомо-инактивирующих белков, токсинов, встречающихся в бактериях и растениях.

## Токсичность
При исследовании эффекта болесатина на клетки млекопитающих было показано, что токсин вызывает ингибирование синтеза белков и ДНК, но не РНК. В клетках млекопитающих болесатин вызывает гидролиз нуклеозидтрифосфатов ГТФ и АТФ, что и приводит к последующему ингибированию синтеза белка. У животных токсин приводит к гемостазу и тромбозу в печени и почках
ЛД50 для мышей 3,3 мг/кг при пероральном введении. Смерть наступает при неспецифической симптоматике в результате умеренного гастроэнтерита и острого гепатита. Для клеток концентрация IC50 — 0,14 мкМ для белкового синтеза и 0,32 мкМ для синтеза ДНК.

## Структура
Мономерный белок с молекулярной массой 63 кДа, состоит из около 563 аминокислот, из которых лишь 1 триптофан и 2 цистеина. Содержит внутримолекулярную дисульфидную связь. Изоэлектрическая точка (pI) — 8,3.